# Kefersteinia guacamayoana
Kefersteinia guacamayoana är en orkidéart som beskrevs av Dodson och Alexander Charles Hirtz. Kefersteinia guacamayoana ingår i släktet Kefersteinia och familjen orkidéer. Inga underarter finns listade i Catalogue of Life.